# Homeostaza
Homeostaza (grč. ὅμοιος = jednak, sličan; στάσις = stajanje, zastoj, zaustavljanje) označuje održavanje nekog biološkog sustava (npr. stanica, organizam, proces itd.) i njegove unutarnje sredine u okviru fizioloških uvjeta. Gotovo svi organi i tkiva u tijelu obavljaju funkcije koje pridonose održivanju ovih stalnih uvjeta. Iz pluća npr. dolazi kisik u onoj količini koja je potrebna stanicama, bubrezi održavaju stalnu koncentraciju elektrolita, crijeva pribavljaju hranjive tvari. Svaki organ ili tkivo pridonosi homeostazi.